# Jaume Serra

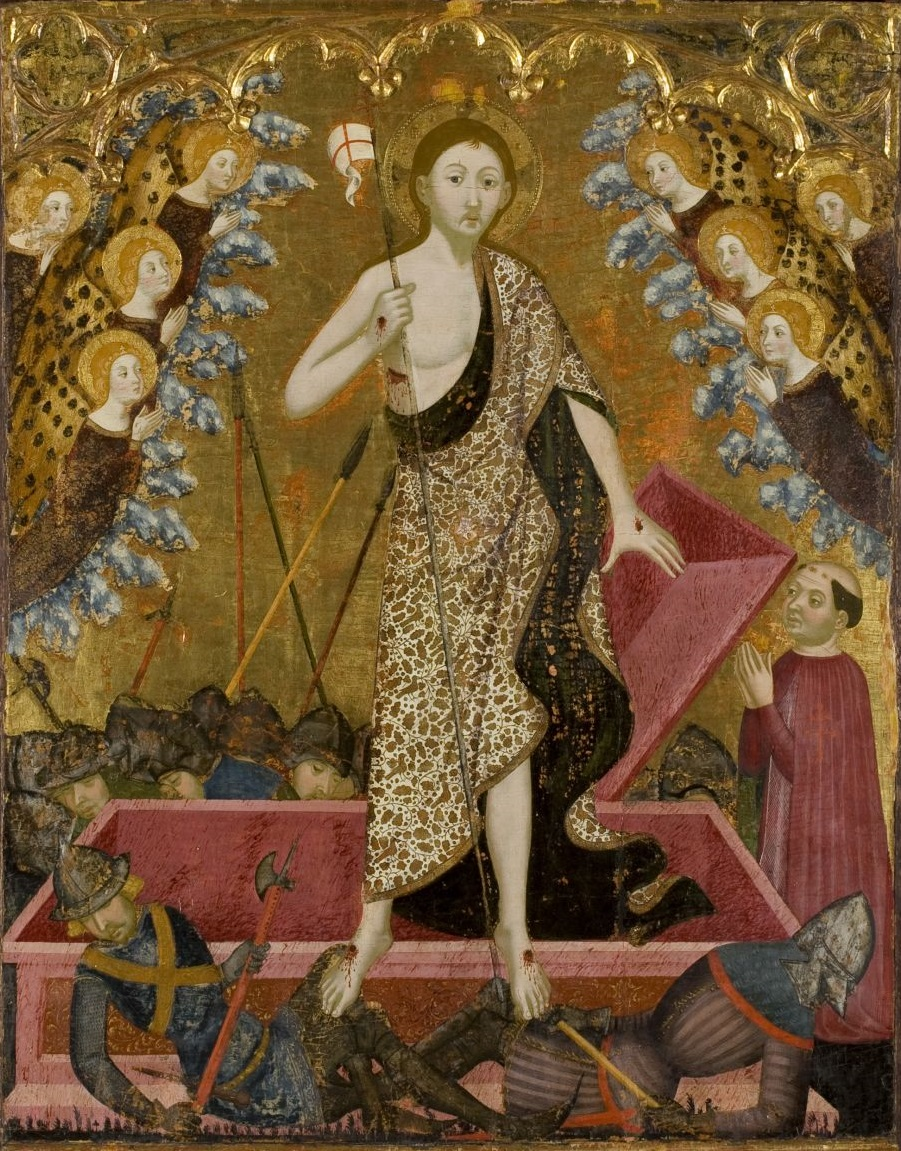
Resurrección de Cristo con donante, temple sobre tabla (191 ×
140 cm), Museo de Zaragoza, tabla central del retablo de la Resurrección de Cristo, procedente de la iglesia del convento del Santo Sepulcro o de las canonesas de Zaragoza, 1361-1362.

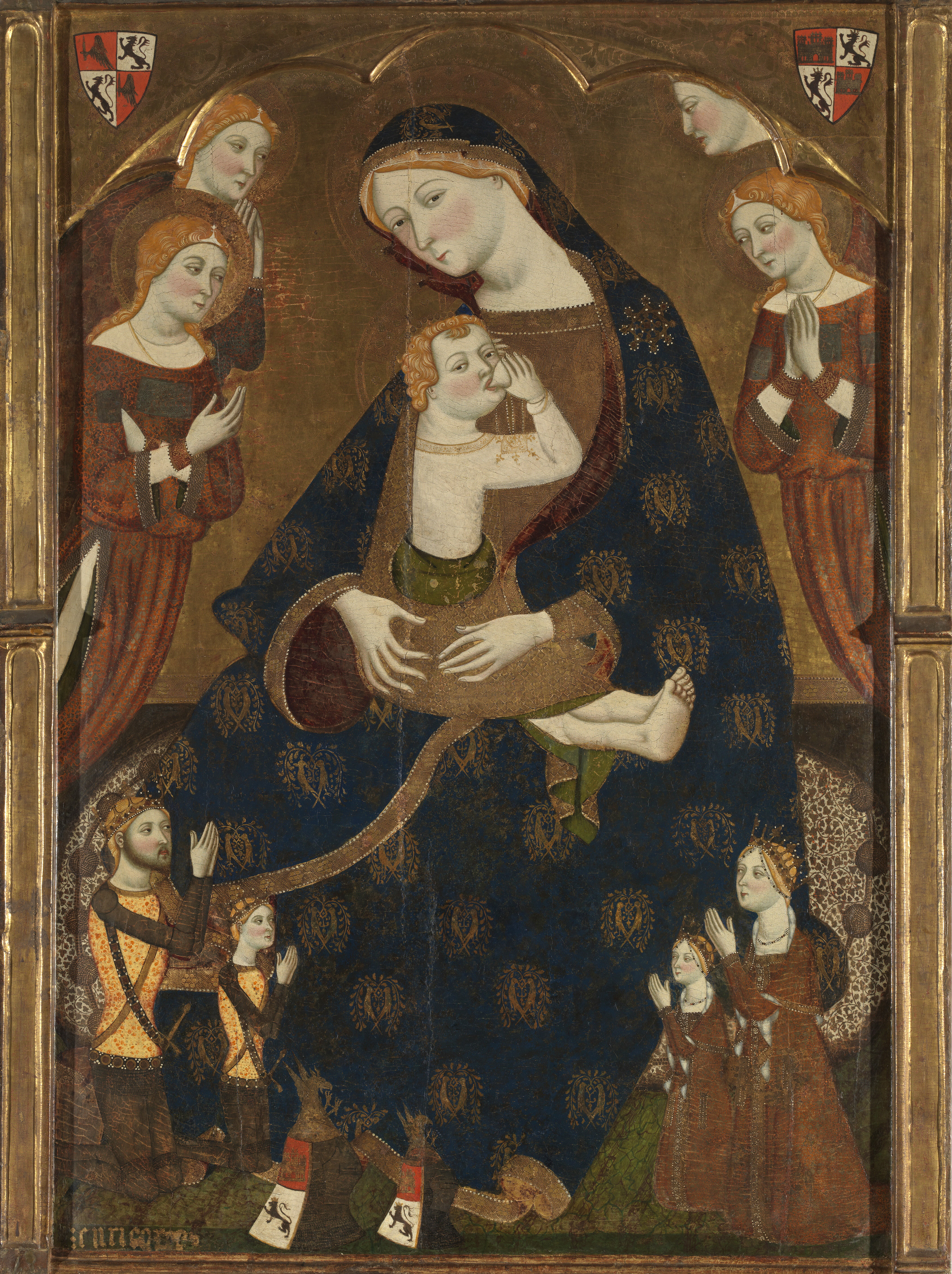
La Virgen de Tobed, temple sobre tabla (161,4 × 117,8), Madrid, Museo del Prado, tabla central del retablo del altar mayor de la iglesia de Santa María de Tobed (Zaragoza), c. 1359-1362.

Jaume Serra o Jaime Serra fue un pintor catalán de estilo italogótico documentado en tierras de Aragón y de Cataluña entre 1356 y 1390.

## Biografía
Jaume Serra fue miembro de una familia de artistas activos en Cataluña en el siglo XIV. También sus hermanos Pere, Francesc y Joan fueron pintores de estilo italogótico, influidos en especial por la escuela sienesa, influencia por otra parte dominante en la pintura catalana del siglo XIV. Los hermanos Serra se caracterizan por la pintura de figuras menudas, estilizadas, de ojos rasgados y boca pequeña. Jaume difundió en particular un modelo de Virgen de la Humildad, lactante, entronizada con donante a un lado y de carácter funerario.
A Jaume Serra se le atribuyen en el Museo Nacional de Arte de Cataluña el retablo de la Virgen procedente del monasterio de Sigena (Huesca), un Calvario de procedencia desconocida, posible ático de un retablo, el retablo de San Esteban, procedente del monasterio de Santa María de Gualter (Noguera), y una Virgen con el Niño y ángeles, que también debió de pertenecer a un retablo del que sería tabla central pero cuyo origen se desconoce.
También aparecen relacionados con él algunos otros retablos. Dos se conservan en el Museo de Zaragoza: el de La Virgen procedente del convento del Santo Sepulcro (Zaragoza) y el de fray Martín de Alpartil o de la Resurrección (con el retrato del fraile como donante). 
Otros tres retablos, pintados para la iglesia de Santa María de Tobed, obra del taller de los Serra y posiblemente del propio Jaume, se conservan fragmentariamente. Encargados por Enrique II de Castilla y su mujer Juana Manual, señora de Vizcaya, que figuran como donantes junto con sus dos hijos mayores en la tabla central del retablo mayor (Museo del Prado), en su origen sirvieron de altares de las tres capillas del cabecero plano de la iglesia. Refugiados en Aragón con motivo de los enfrentamientos con su hermanastro Pedro I el Cruel, los esposos se implicaron en la construcción del presbiterio de la iglesia, concluido en 1359, y en su engalanamiento, lo que permite una datación aproximada de los retablos. Del mayor, dedicado a la Virgen de Tobed, solo queda la tabla central, donada por la familia Varez Fisa al Museo del Prado en 2013, con la Virgen de la leche amamantando a Jesús niño, ángeles y los donantes a menor escala, además de las armas de Castilla y de los Manuel en las enjutas. Otros dos retablos menores se encontraban en las capillas laterales, dedicados a san Juan Bautista y la Magdalena. Del primero se conserva la calle central, con el Bautista, el Calvario en el ático y parte de la predela (Sitges, Museo Maricel), y de las calles laterales, con escenas de la vida del santo titular, la calle derecha (Museo del Prado) e, incompleta, la calle izquierda (Barcelona, Museo Diocesano). Del segundo lo conservado es tan solo la calle izquierda, con su parte de predela (Museo del Prado).